# Stato federale
     Stato federale
     Stato unitario

Stato federale
Stato unitario

Lo Stato federale è una forma di Stato in cui il Paese preso in considerazione è formato dall'unione di due o più Stati, detti Stati federati, i quali, pur conservando una parte importante della loro sovranità, sono uniti a livello politico, economico e territoriale tra di loro e formano un unico più grande Stato, e sono assoggettati ciascuno ad autorità politica, in genere definita governatore o viceré, che lavora e amministra il territorio in cooperazione col capo di Stato federale.
Ciascuno Stato federato possiede una più ampia autonomia rispetto ad altre suddivisioni come province, la cui autonomia è quasi del tutto assente, e possiede un proprio ordinamento legislativo, seppur controllato da un unico governo centrale da cui dipendono indirettamente i governi federati. Esempi storici di Stati federali possono essere l'Impero tedesco, l'Unione Sovietica, la Svizzera o gli Stati Uniti.

## Storia

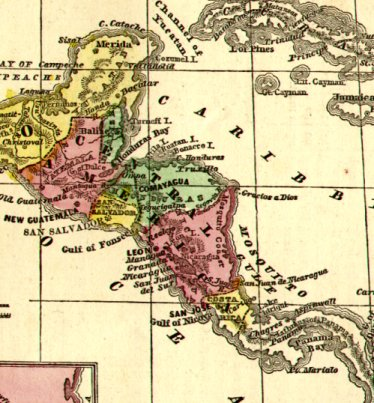
Le Province Unite dell'America centrale

La prima federazione paragonabile a un moderno Stato di tipo federale fu probabilmente la Federazione dei Sette Comuni, sull'omonimo altopiano, sancita nell'anno 1310.
Nel XVIII secolo nasce il primo Stato federale dotato di una costituzione nel senso moderno del termine: gli Stati Uniti d'America. La Carta fondamentale degli Stati Uniti, infatti, approvata dalla convenzione di Filadelfia il 17 settembre 1787, è il primo esempio storico di costituzione federale. Essa nacque come compromesso tra chi voleva uno Stato unitario formato dall'unione delle tredici ex colonie britanniche e chi voleva il mantenimento di una confederazione che non mettesse in discussione la sovranità di ciascuna di esse. Da essa scaturì una forma statuale che conciliava l'unità, necessaria per prevenire i conflitti tra i nuovi Stati e per garantirne la sicurezza verso l'esterno, e l'autonomia, che salvaguardava la libertà di ciascuno di essi.
Si trattava di una forma di Stato che, come notò Alexander Hamilton, «lungi dall'implicare una abolizione dei governi statali, li rende parti costituenti di una nazione sovrana, concedendo loro una diretta rappresentanza in Senato e lasciando nelle loro mani una buona parte della sovranità. Ciò corrisponde pienamente al concetto del governo federale in ogni possibile e ragionevole estensione del termine».
Il modello federale in seguito, a partire dal XX secolo, si è diffuso nel mondo (con l'eccezione, in Europa, della Svizzera, divenuta una federazione già nell'Ottocento), soprattutto nei paesi del Commonwealth (come l'Australia, il Canada, l'India). In Europa, oltre alla Svizzera, anche la Germania e l'Austria, dopo la seconda guerra mondiale, hanno adottato una costituzione federale; in America Latina lo hanno fatto il Brasile, il Venezuela, l'Argentina, il Messico per citare solo i più importanti; in Africa spicca la Nigeria. Il Sudafrica non è propriamente una federazione ma senz'altro è uno Stato fortemente decentrato (come la Spagna). Nel 1993 il Belgio approvò una riforma costituzionale che gli conferì un assetto federale.

## Descrizione

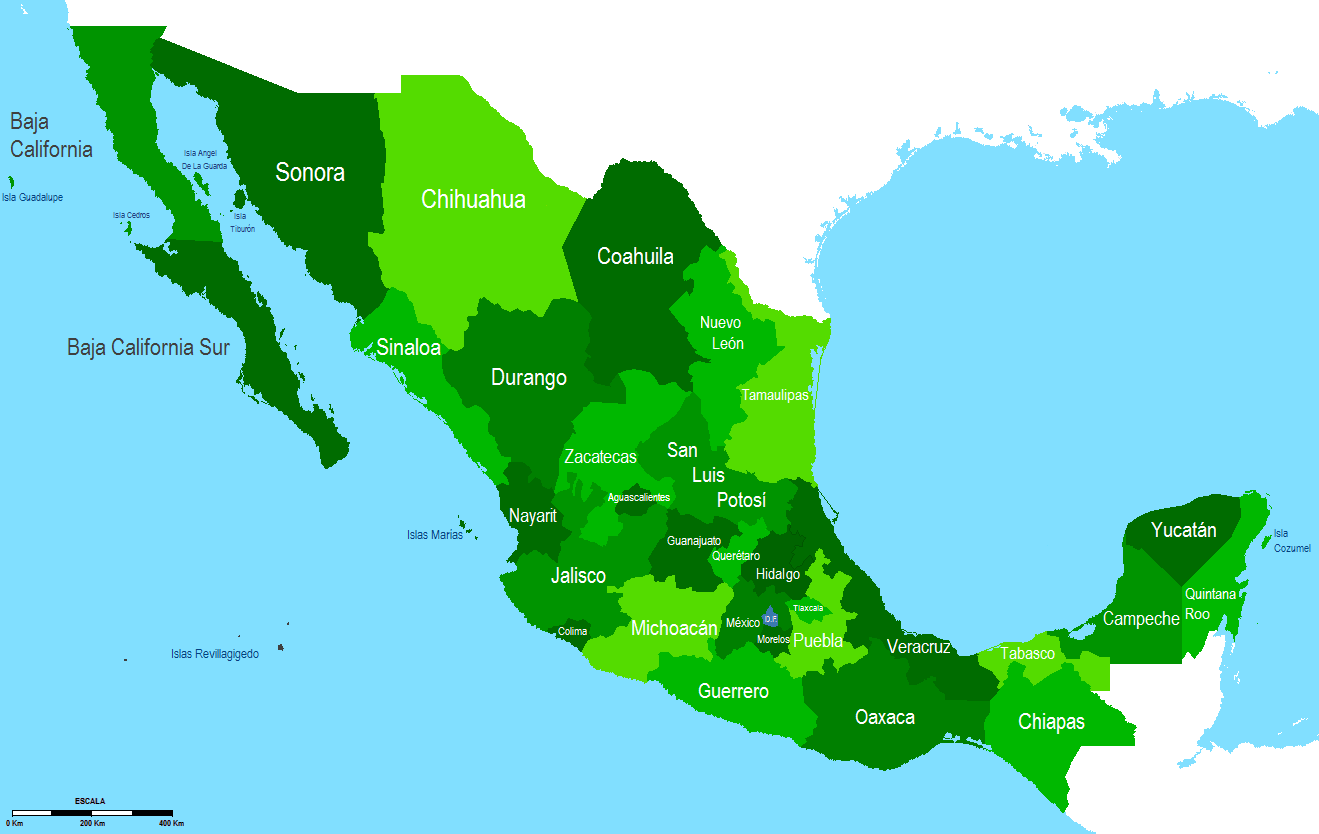
Il Messico è costituito dai suoi trentuno Stati costituenti e Città del Messico

I cinquanta Stati formano gli Stati Uniti d'America; che, insieme al Distretto di Columbia, compongono la federazione

Una mappa dell'India, mostra i suoi ventotto Stati (a eccezione di Telangana) e sette territori dell'Unione indiana (tra cui il Territorio della Capitale Nuova Delhi)

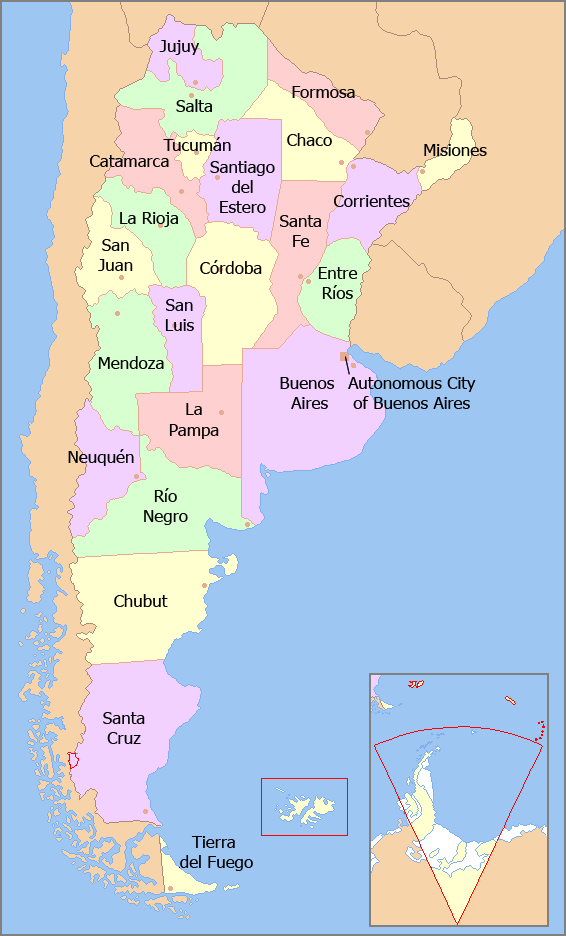
L'Argentina ha ventitré province e la città autonoma di Buenos Aires

La caratteristica principale di una federazione sta nel fatto che, in esso, i tre poteri sono divisi sia in modo funzionale (legislativo, esecutivo e giudiziario) sia territoriale, in quanto il potere è diviso tra livelli differenti di governo che sono al tempo stesso indipendenti e coordinati, posti su piani paralleli.
Nella maggior parte delle federazioni gli Stati federati, tramite i rispettivi governi periferici, hanno un grado di autonomia sancito dalle leggi costituzionali e non modificabile tramite decisione unilaterale del governo centrale. Generalmente, ma non sempre, i poteri legislativi dello Stato federato non possono essere messi in discussione o sottoposti a veto dallo Stato centrale. La repubblica federale è invece un'unione di Stati che sono autonomi, ma devono sottostare a delle leggi prese democraticamente.
La forma di governo, ovvero la struttura costituzionale di una federazione, è nota come federalismo. Va precisato che fra i vari Stati federali esistenti, al di là di alcune caratteristiche comuni, esistono notevoli differenze, soprattutto per quanto riguarda la suddivisione dei poteri e delle competenze fra governo centrale e governi periferici.
Negli Stati federali esistenti finora i livelli di governo identificati sono stati fondamentalmente due: quello dello Stato federale e quello degli Stati membri. Ma in questi ultimi anni è emersa la forte esigenza, soprattutto nell'Europa occidentale, di riformare in senso federale anche gli Stati membri e di riconoscere quindi come livelli di potere autonomo tutte le comunità locali, dalle regioni fino al livello più vicino al cittadino: le città e i loro quartieri.
Diversamente da quanto accade negli Stati unitari, nello Stato federale il governo centrale detiene soltanto le competenze e i poteri necessari per garantire l'unità politica ed economica della Federazione (quindi: politica estera, difesa, politica economico-monetaria). Agli altri livelli, non posti in basso, ma sullo stesso piano di quello federale, è attribuita piena capacità di autogoverno in tutte le materie che non siano conferite al governo federale. Ogni livello di governo dev'essere indipendente da quello superiore nella sfera che gli è propria ed esclusiva.
Proprio per quest'equilibrio costituzionale la composizione del potere legislativo, risulta caratterizzata da un bicameralismo di tipo particolare. Prendendo come esempio gli Stati federali esistenti, un ramo del parlamento rappresenta il popolo della federazione in misura proporzionale al numero degli elettori, mentre l'altro è composto dai rappresentanti degli Stati. La Germania vede il Bundesrat, cioè la camera degli Stati federati della Germania, avere un numero di rappresentanti non fisso, ma stabilito in base alla popolazione; la differenza con il sistema vigente negli Stati Uniti d'America, dove, tra l'altro, al Senato vanno due rappresentanti per ogni Stato, prescindendo dalla loro estensione e demografia, sta nel fatto che, mentre il Senato americano è eletto a suffragio universale, il Bundesrat è invece nominato dai governi degli Stati federati: ciononostante anche lo Stato tedesco è federale, dato che le regioni (Länder) hanno amplissimi poteri.
Le leggi, in qualsiasi Stato federale, per essere approvate devono avere il consenso della maggioranza dei rappresentanti del popolo della federazione. Affinché la divisione dei poteri tra governo centrale e governi locali sia assicurata, essa deve essere non solo sancita da una Costituzione scritta, ma anche tutelata da un potere autonomo che annulli i provvedimenti legislativi e amministrativi incostituzionali e che si pronunci in ultima istanza inequivocabile e inappellabile negli eventuali conflitti di attribuzione dei poteri.
Questo potere è il potere giudiziario che fonda la propria indipendenza proprio sull'esistenza di diversi livelli di governo (ciascuno dei quali ha interesse a tutelare l'indipendenza del potere giudiziario rispetto agli altri livelli) e che può quindi garantire il primato della Costituzione (che quindi dev'essere rigida) imponendone il rispetto a tutti gli organi dello Stato federale.
Infine, se nessun'autorità di governo dev'essere subordinata alle altre nell'ambito delle proprie competenze, è indispensabile che ciascuna disponga delle risorse necessarie per lo svolgimento delle funzioni assegnatele dalla Costituzione. Tutte devono quindi avere il potere di riscuotere imposte per finanziare i propri servizi e le proprie politiche.
Riguardo poi al potere esecutivo non è indispensabile che chi lo detiene sia indipendente dalla fiducia del parlamento (come avviene negli Stati Uniti che sono anche una repubblica presidenziale); è però essenziale che il governo sia stabile e che duri tutta la legislatura. Esistono Stati federali che sono repubbliche parlamentari, come la Germania e l'Austria, in cui vige il cancellierato.
Dagli Stati federali si distinguono le confederazioni, nelle quali gli Stati membri sono soggetti di diritto internazionale.

### Stato federale e confederazione

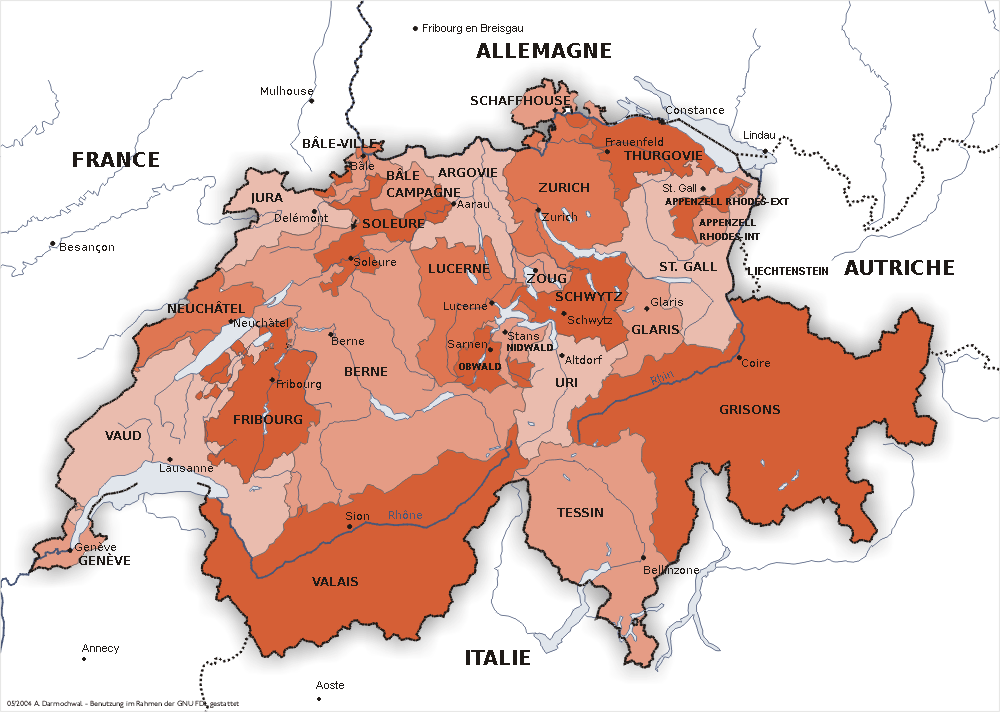
La Confederazione elvetica e i suoi ventisei Cantoni

Ciò che differenzia lo Stato federale dalla confederazione è l'esistenza di un autentico "potere comune" che, da un lato, sappia regolare i rapporti tra gli Stati in base al diritto, abolendo così la necessità di ricorrere alla forza in caso di conflitti o controversie e, dall'altro, abbia potere diretto sui singoli cittadini, i quali concorrono a formarlo in modo democratico.
La confederazione non è uno Stato, ma una somma, una lega, di Stati che restano sovrani e che regolano i rapporti reciproci basandosi in ultima istanza sulla forza, mantenendo al contempo un potere esclusivo sui cittadini. In essa il livello confederale è subordinato e dipende per il suo funzionamento dagli Stati che la compongono.
La confederazione si basa sul principio della "rappresentanza degli Stati", non dei cittadini, e attribuisce infatti il voto solo agli Stati, escludendo in tal modo il popolo dalle decisioni che riguardano i rapporti interstatali. Si evince allora, per esempio, che l'Unione europea è già qualcosa di più di una confederazione, in quanto i suoi cittadini sono rappresentati al Parlamento europeo (che però è monocamerale) ma, dato che i suoi Stati membri hanno ancora poteri in politica estera e nella difesa (che non sono neppure coordinate dall'Unione stessa, ma sono lasciate completamente agli Stati), non è ancora la Federazione europea auspicata dai movimenti federalisti in Italia come nel resto d'Europa. In realtà è una via di mezzo tra confederazione e Stato federale.
Il diritto di veto, cioè il voto all'unanimità, che è sempre previsto nelle confederazioni e che può paralizzare ogni azione comune, imponendo alla maggioranza la volontà di un singolo, è emblematico della sovranità assoluta conservata dagli Stati che formano una confederazione.

### Diffusione nel mondo
Gli Stati federali spesso sono società multietniche o coprono un territorio molto esteso, sebbene nessuna di queste due caratteristiche debba essere necessariamente presente. In alcuni casi, una federazione nasce dall'unione di entità politiche che possono essere indipendenti o dipendenze territoriali di un'altra entità sovrana (per lo più una potenza coloniale, come nel caso degli Stati Uniti d'America e dell'Australia). In altri casi gli Stati federati erano in origine delle regioni di uno Stato unitario, come nel caso del Belgio, diventato Stato federale nel 1993.
Agli Stati componenti di solito non è concesso il diritto di decidere unilateralmente di secedere dalla federazione. Fra gli Stati federali moderni più importanti ci sono Austria, Australia, Brasile, Argentina, Venezuela, Emirati Arabi Uniti, Canada, Germania, Svizzera, India, Pakistan, Stati Uniti, Stati Uniti Messicani e la Federazione Russa.

## Lista di Stati federali

### Federazioni attuali
| Anno fondazione | Nome                 | Suddivisione                          | Unità federative principali                                                                                 | Unità federative minori                                                                                                | Tipologia           |
| --------------- | -------------------- | ------------------------------------- | --- | --- | ------------------- |
| 1853            | Argentina            | Province                              | 23 province                                                                                                 | 1 città autonoma | Repubblica federale |
| 1901            | Australia            | Stati e territori                     | 6 Stati | 3 territori interni, tra cui il Territorio della Capitale Australiana, e 7 territori esterni                           | Monarchia federale  |
| 1920            | Austria              | Stati federati                        | 9 Länder o Bundesländer                                                                                     | | Repubblica federale |
| 1993            | Belgio               | Regioni                               | 3 comunità e 3 regioni                                                                                      | | Monarchia federale  |
| 1995            | Bosnia ed Erzegovina | Cantoni, regioni e comuni             | 2 entità | 1 distretto autonomo (de iure parte di entrambe le entità ma de facto ha una propria amministrazione separata da esse) | Repubblica federale |
| 1822            | Brasile              | Stati federati                        | 26 Stati | 1 distretto federale                                                                                                   | Repubblica federale |
| 1867            | Canada               | Province e territori                  | 10 province                                                                                                 | 3 territori | Monarchia federale  |
| 1975            | Comore               | Isole autonome                        | 3 isole | | Repubblica federale |
| 1971            | Emirati Arabi Uniti  | Emirati                               | 7 emirati                                                                                                   | | Monarchia federale  |
| 1995            | Etiopia              | Regioni                               | 9 regioni                                                                                                   | 2 città | Repubblica federale |
| 1949            | Germania             | Stati federati                        | 16 Länder o Bundesländer                                                                                    | | Repubblica federale |
| 1947            | India                | Stati federati e territori            | 29 Stati | 8 territori, tra cui il Territorio Nazionale della Capitale di Delhi                                                   | Repubblica federale |
| 2005            | Iraq                 | Governatorati                         | 18 province                                                                                                 | | Repubblica federale |
| 1963            | Malaysia             | Stati e territori federali            | 13 Stati | 3 territori federali                                                                                                   | Monarchia federale  |
| 1824            | Messico              | Stati ed entità federali              | 31 Stati | 1 entità a statuto speciale                                                                                            | Repubblica federale |
| 1979            | Micronesia           | Stati                                 | 4 Stati | | Repubblica federale |
| 2015            | Nepal                | Province                              | 7 province                                                                                                  | | Repubblica federale |
| 1960            | Nigeria              | Stati                                 | 36 Stati | 1 territorio della capitale federale                                                                                   | Repubblica federale |
| 1947            | Pakistan             | Province e territori                  | 4 province                                                                                                  | 2 territori autonomi, 1 territorio della capitale                                                                      | Repubblica federale |
| 1991            | Russia               | Soggetti federali                     | 46 oblasti, 22 repubbliche, 9 kraja, 4 circondari autonomi, 3 città federale di livello, 1 regione autonoma | | Repubblica federale |
| 1983            | Saint Kitts e Nevis  | Parrocchie                            | 14 parrocchie                                                                                               | | Monarchia federale  |
| 2012            | Somalia              | Regioni                               | 18 Stati | | Repubblica federale |
| 1956            | Sudan                | Stati                                 | 17 Stati | | Repubblica federale |
| 2011            | Sudan del Sud        | Stati                                 | 10 Stati | | Repubblica federale |
| 1848            | Svizzera             | Cantoni                               | 26 cantoni, di cui 6 semicantoni                                                                            | | Repubblica federale |
| 1776            | Stati Uniti          | Stati, distretti federali e territori | 50 Stati | 1 distretto federale, 16 territori                                                                                     | Repubblica federale |
| 1863            | Venezuela            | Stati federati                        | 23 Stati | 1 distretto capitale, 1 dipendenza federale                                                                            | Repubblica federale |

### Federazioni non riconosciute
| Anno fondazione | Nome                               | Suddivisione            | Unità federative principali | Unità federative minori | Tipologia           |
| --------------- | ---------------------------------- | ----------------------- | --------------------------- | ----------------------- | ------------------- |
| 2017            | Repubblica Federale dell'Ambazonia | Stati federati e contee | 3 Stati federati            | 13 contee               | Repubblica federale |

### Federazioni del passato
- Impero inca (1197-1572)
- Confederazione polacco-lituana (1569-1795)
- Repubblica delle Sette Province Unite (1581-1795)
- Regno Unito di Portogallo, Brasile e Algarves (1815-1825)
- Impero del Brasile (1822-1889)
- Repubblica Federale del Centro America (1823-1841)
- Confederazione Argentina (1853-1861)
- Confederazione Granadina (1858-1863)
- Stati Confederati d'America (1861-1865)
- Stati Uniti di Colombia (1863-1886)
- Confederazione Tedesca del Nord (1867-1871)
- Impero tedesco (1871-1918)
- Prima Repubblica spagnola (1873-1874)
- Indocina francese (1887-1954)
- Stati malesi federati (1895-1946)
- Africa Occidentale Francese (1904-1958)
- Africa Equatoriale Francese (1910-1958)
- Repubblica Socialista Federativa Sovietica Russa (1917-1991, dal 1922 Repubblica Socialista Sovietica dell'URSS)
- Repubblica di Weimar (1918-1933)
- URSS (1922-1991)
- Repubblica Socialista Federativa Sovietica Transcaucasica (1922-1936, dal 1922 Repubblica Socialista Sovietica dell'URSS)
- Germania nazista (1933-1945)
- Austria (1934-1938)
- Repubblica Socialista Federale di Jugoslavia (1943-1992)
- Unione Malese (1946-1948)
- Federazione della Malesia (1948-1963)
- Stati Uniti d'Indonesia (1949-1950)
- Repubblica Democratica Tedesca (1949-1952; nel 1952 i soggetti federali tedesco-orientali furono trasformati in distretti, in tedesco Bezirke)
- Impero d'Etiopia (1950-1962)
- Regno Unito di Libia (1951-1963)
- Federazione della Rhodesia e del Nyasaland (1953-1963)
- Federazione delle Indie Occidentali (1958-1962)
- Federazione del Mali (1959-1960)
- Repubblica Federale del Camerun (1961-1972)
- Federazione dell'Arabia Meridionale (1962-1967)
- Uganda (1962-1967)
- Kenya (1963-2013)
- Cecoslovacchia (1969-1992)
- Repubblica Federale di Jugoslavia (1992-2003)

## Prospettiva di uno Stato federale mondiale
Una delle intuizioni di Alexander Hamilton, che nel Federalist sosteneva che qualsivoglia forma di coordinamento tra entità sovrane è destinata al fallimento, si applica anche alla vita internazionale degli Stati: a essa si rifanno i sostenitori dell'insufficienza delle organizzazioni internazionali, da sostituire con una Federazione mondiale.
Le organizzazioni internazionali quando vengono costruite hanno, anche se non dichiarato, uno scopo finale ben preciso. Se gli organi di cui sono composti e a cui sono delegati i poteri dagli Stati aderenti sono subordinati a essi, vuol dire che lo scopo finale sarà una organizzazione internazionale finale in cui prevarranno le logiche del singolo Stato e la regola della diplomazia. Tutte le soluzioni comuni apparterranno alla soluzione del minimo comune denominatore e dovranno essere approvate all'unanimità. Queste organizzazioni vanno quindi classificate nella categoria delle organizzazioni confederali.
La quasi totalità delle Organizzazioni internazionali sono state costruite su questa linea di pensiero, a essa appartiene la stessa ONU. Infatti se l'ONU vuole usare la forza contro un suo membro, colpevole di avere violato una disposizione coercitiva o una risoluzione del suo Consiglio di Sicurezza, deve rivolgersi agli Stati membri e fare approntare una forza militare pluristatale per intervenire militarmente. Questo stato delle cose non esclude l'uso della forza da parte dei consociati per tutelare le loro ragioni. La storia della ONU è costellata di fatti in cui un suo membro, senza neppure richiedere la sua mediazione iniziale, ha iniziato una guerra contro un altro Stato membro. Proprio questo fatto, per il quale non è stata attribuita la titolarità e l'uso esclusivo della forza nel diritto internazionale all'ONU, impedisce che la sua azione, in questi casi, possa essere efficace.
Questo sogno che nasceva dal patrimonio della resistenza al nazifascismo, diretto a contrastare e a sconfiggere il disegno di un impero razziale mondiale, ha trovato molti ostacoli nella sua strada, per progredire sia nella fine del XX secolo sia nei primi anni del XXI secolo. Dall'altra parte il moltiplicarsi delle organizzazioni funzionali, oggi trasformate in agenzie dell'ONU, non ha risolto questo problema.
La soluzione può ricercarsi studiando le tendenze, che sono state responsabili dello sviluppo di una nuova forma di organizzazione sul piano economico. Per la sua importanza non si può dire che essa non condizioni le linee della politica estera, in particolare quando gli Stati o un insieme di Stati è coinvolto in una guerra. Era stato sostenuto già dai mercantilisti, che un commercio libero e aperto a tutti non sarebbe stato di danno agli Stati e alle loro economie: quindi, si può comprendere come con due grandi trattati di organizzazione del commercio internazionale - sia il Kennedy Round (1964-1967) sia l'Uruguay Round (1986-1994) - si sia giunti all'accordo di Marrakech; con esso, il 15 aprile 1994, non solo sono stati liberalizzati quasi tutti i filoni di interesse economico, ma si è dato vita a una nuova organizzazione internazionale funzionale per l'economia in ambito ONU - che ha il compito di seguire, promuovere, regolare i vari flussi commerciali ed economici fra quasi tutti gli Stati aderenti - denominata OMC (Organizzazione mondiale del commercio).
A questo salto di qualità dell'economia internazionale si sono opposte anche delle voci critiche che, non rifiutando questo nuovo stato di cose, mirano però a fare riflettere la Comunità internazionale sulla diseguaglianza che vi è posta alla base. Oggi la Comunità internazionale ha diverse istituzioni nate dagli accordi post-bellici della Conferenza di Bretton Woods: la Banca Mondiale (BM) (1945), il Fondo Monetario Internazionale (FMI) (1946) oggi la OMC (1994) per citare le più importanti, anche queste stesse agenzie specializzate dell'ONU. Tutto questo proliferare di organizzazioni economiche non ha però ancora permesso la costruzione di una moneta mondiale. Nonostante la proposta della Cina del 2010, la Comunità internazionale si basa solo per alcune transazioni sul diritti speciali di prelievo (media ponderata delle monete più forti del mondo) la quale penalizza inevitabilmente le monete dei paesi in via di sviluppo e rende più onerosi i prestiti che queste istituzioni economiche mondiali concedono a questi stessi paesi. Si deve a Muhammad Yunus la formulazione della teoria economica, in forma più ampia di quella che oggi persegue il profitto come obbiettivo fondamentale della attività economica raggiunto nel tempo più breve possibile. Secondo Yunus, se si allarga la concezione teorica dell'economia - includendovi anche le attività che tendono a sviluppare la cooperazione e la solidarietà riportando quale rientro solo il capitale esposto - l'economia del futuro riuscirà a uscire dal ciclo che tende a schiacciare le economie deboli e quelle dei paesi sottosviluppati permettendo a loro di imboccare una linea di crescita e di sviluppo.
Lo stesso Joseph Stiglitz, critico sulla finanza creativa a cui si deve la crisi mondiale che attanaglia la comunità internazionale dall'anno 2008, ha spiegato che non si può creare una economia fittizia che non abbia rapporti con le innovazioni e il miglioramento della qualità della vita. Il profitto per il profitto, poggiato sulla economia di carta, è destinato a crollare e purtroppo trascina nel suo vortice anche l'economia reale e le sue più solide realizzazioni. In ultimo si deve tenere presente che l'Organizzazione internazionale del lavoro (International Labour Organization - ILO) - nonostante i suoi sforzi - non è andata oltre le decisioni non vincolanti per gli Stati, lasciando i lavoratori di ogni parte del mondo in balia degli imprenditori e del quadro giuridico dello Stato nazionale in cui si trovano a operare. Da tutto questo ritorna, l'interrogativo che già Lionel Robbins si pose durante la seconda guerra mondiale: come era possibile democratizzare i processi economici senza cadere, da un lato, nella barbarie del capitalismo delle origini, in cui la guerra economica fra lavoratori e imprenditori era la norma, e dalla altra parte come non cadere nella pianificazione dell'economia comunista, con tutto quello di totalitario che portava con sé. Robbins rispose a questa domanda provando che il coordinamento economico fra Stati era un'illusione.
Nessuno Stato di propria volontà avrebbe acconsentito a una limitazione del suo potere per allineare la sua economia al livello degli altri Stati membri coordinati (in questo si lesse una critica di questo autore al progetto di Bretton Woods). Ma anche pensare che le relazioni economiche potessero, pur incanalate in organizzazioni economiche internazionali, compensarsi, sul piano internazionale, e rendersi più vicine fra di loro, fu da lui criticato per il semplice fatto che l'aspetto politico che regge e governa questi fenomeni non veniva considerato. Secondo Robbins se si doveva andare su una nuova economia, di scala, in cui fosse possibile raggiungere nuovi obbiettivi di qualità di vita e di produzione industriale si doveva inserire il processo economico internazionale nel contesto di un processo diretto a costruire uno Stato federale fra gli Stati interessati.
Per le organizzazioni economiche citate questo coordinamento porta inevitabilmente a un'egemonia latente delle grandi potenze, talvolta quella degli Stati fondatori dell'ONU. Con lo sgancio del dollaro dalla parità con l'oro, per esempio, gli Stati Uniti d'America sono riusciti per decenni a mantenere un'egemonia, introducendo nel sistema una liquidità della loro moneta basata sulla potenza della loro economia e della trasformazione di essa nella carta moneta. La crisi dei mutui subprime, iniziata negli Stati Uniti d'America, a cui si lega la grande crisi economica iniziata nel 2008, ha anche questa radice. Da qui la richiesta della Cina di trasformare i diritti speciali di prelievo del Fondo Monetario Internazionale in una vera moneta mondiale, simile all'euro.
Proprio dalla moneta si arguisce la possibilità di una linea diversa, di tipo federalista, per costituire organizzazioni internazionali sicuramente differenti dalle esistenti: organizzazioni volte a costruire un vero Stato internazionale, che sia composto dagli Stati membri. Questo Stato altro non può essere che uno Stato federale. Lo renderebbero necessario alcune considerazioni: la moneta non esiste senza la politica monetaria che la sorregge. La politica monetaria altro non è che una parte piccola della politica economica complessiva che un governo pone in essere. Un governo non esiste senza una maggioranza che lo sorregga, sempre che non si tratti di una dittatura che si regge sulla forza e il terrore. Una maggioranza, se vuole durare nel tempo, è composta dai partiti e dal voto democratico a maggioranza che li ha scelti. Se questo processo è normale nel contesto dello Stato di diritto vuole dire che la forma democratica, che con la colonizzazione venne estesa anche a tutte le loro ex colonie, si estese anche a questi Stati nel momento in cui divennero indipendenti. Se poi una parte di loro non mantenne la democrazia (si pensi ai paesi indipendenti del Medio Oriente) questo non esclude che altri lo siano, laddove abbiamo mantenuto questa forma di governo. Esempio è l'India, paese con una popolazione che si aggira oggi sul miliardo di persone, costituita in Stato federale dal 1948, nonostante le vicende più o meno lineari, dal secondo dopoguerra oggi mantiene una democrazia che si può definire la più grande del mondo.
Del resto gli Stati europei, titolari di questo passato storico, sono degli Stati nazionali proprio come le ex colonie, in buon numero, sono Stati nazionali: quasi tutti Stati chiusi, che dividono la loro popolazione da quella dei vicini, a cui talvolta sia per la lingua, sia per l'etnia, sia per la cultura non sono diversi. L'Africa è un esempio di queste difficili realtà. Se si vuole andare oltre questi limiti e si accetta la lezione che nasce dalla Rivoluzione americana, conclusasi con la realizzazione dello Stato federale degli Stati Uniti d'America, si devono affrontare i problemi posti dagli Stati nazionali promuovendo delle organizzazioni internazionali in cui essi possano diventare membri e vengano coinvolti in processi di costruzione di Stati federali. Da qui la diversità dello scopo e pure la diversità della linea di politica internazionale che si deve seguire.
L'esempio più importante è sicuramente la dichiarazione di Robert Schumann (9 maggio 1950) nella quale si propose agli Stati che intendevano costruire la Comunità europea di predisporre un meccanismo internazionale in cui l'organizzazione sia nel tempo destinataria di parti della sovranità statale che la avrebbe esercitata, dal momento della sua costituzione, secondo un metodo comune democratico al posto degli Stati membri. Incominciando dal carbone e dall'acciaio e poi passando per l'energia atomica, le Comunità europee furono un nuovo esempio di Organizzazione internazionale in cui le attribuzioni proprie venivano esclusivamente assegnate agli organi comunitari. Gli organi di quelle organizzazioni, quindi, erano titolari di una sovranità nuova che si attuava imponendosi direttamente a tutti i consociati nello stesso modo indipendentemente dallo Stato in cui essi risiedevano. Gli organi dell'Organizzazione internazionale erano quindi superiori a quelli degli Stati membri, i quali erano subordinati all'organizzazione internazionale. In più la scelta di settori strategici spingevano e spingono gli Stati membri a trasformarsi in Stati federati subordinati alla Stato federale in cui dovrà trasformarsi la stessa organizzazione internazionale.
Del resto dal 1957 i Trattati di Roma e le loro modifiche hanno progressivamente incamerato le funzioni per la gestione di tre libertà fondamentali: la libertà di circolazione delle merci, dei capitali, dei brevetti, delle persone. La ricerca di una Costituzione altro non è che dare un fondamento costituzionale alla moneta (l'euro) e fare in modo che l'attuale Unione europea, erede delle Comunità europee, si trasformi sempre di più in uno Stato federale.
Per diversi anni gli studiosi avevano criticato questa impostazione, asserendo che, nel caso dell'Unione europea, c'era la contiguità territoriale. Il tempo ha dimostrato che questa ipotesi è vera solo in parte, perché sono membri di questa organizzazione internazionale nuova e atipica anche realtà che non hanno la contiguità territoriale. Si pensi alla Groenlandia legata alla Danimarca, alle isole come La Réunion, Guadalupa, Martinica) che hanno dato prova di sé integrandosi completamente nell'Unione.
Si deve alla acutezza di Jean Monnet l'introduzione del cambio di visione che ha cambiato il quadro di riferimento. Prima si ragionava solo sulle organizzazioni internazionali mondiali. Dopo Monnet si incominciò a pensare che fosse possibile costruire delle organizzazioni internazionali su base regionale. Si deve a Robert Schuman - di cui Jean Monnet era collaboratore - l'avere introdotto nella politica estera tre elementi innovativi nella costruzione delle nuove organizzazioni internazionali:
- la dimensione regionale di partenza, aperta per il futuro a un suo allargamento oltre le possibili dimensioni che si presentano al momento del progetto;
- la ricerca di un terreno o più terreni di indispensabile collaborazione nella prospettiva di crescita economica e sociale dei popoli e degli Stati interessati;
- la gestione in comune di questa nuova forma organizzativa.

A Schumann si deve anche l'enunciazione chiara e pubblica dello scopo per il quale tutto questo veniva fatto: raggiungere la costruzione di uno Stato federale europeo. Su questo piano si collocano le forme di organizzazione fra gli Stati, ma anche i processi politici fondativi per nuove realtà istituzionali. Il volere unificare più Stati in un solo Stato federale, attraverso il metodo democratico, pone le basi per la delineazione di quello che oggi è definito il metodo fondativo federale. Percorrendo questa strada si potrebbe giungere a una forma più ordinata di soggetti che essendo in numero più ridotto, alla fine del processo, potrebbero facilitare lo sviluppo dell'ONU. Su questa ultima organizzazione internazionale dobbiamo dire che il primo decennio del XXI secolo ci ha fatto toccare con mano come sia necessario raggiungere questa sua trasformazione. A essa aspirano diverse coalizioni di volonterosi (Alleanza per le democrazie, il gruppo per la riforma dell'ONU, grandi personalità quali i premi Nobel e il papa Giovanni Paolo II); al suo interno si sono manifestati i primi semi di speranza perché il metodo di fondazione federale si instauri anche nelle procedure e nella stessa ONU.
Pertanto esiste oggi una continuità che passa dalle Organizzazioni internazionali funzionali a quelle che ponendosi obbiettivi molto più ampi si riferiscono a territori molto più limitati. Il filo rosso che le unisce deve essere l'obbiettivo di costruire una realtà politico-giuridica in cui il principale scopo sia quello di rendere impossibile la guerra, ossia di fare in modo che diventi impossibile risolvere le controversie fra gli Stati membri con l'uso delle armi. A esse si deve sostituire la politica in senso primario, basata su un solo popolo scaturito da quelli degli Stati membri.
La vita comune delle popolazioni umane verrebbe a essere quella di tutte le democrazie incanalate in istituzioni comuni, alle quali anche appartiene una forma di giustizia che con l'apparato coercitivo sia diretto a punire gli abusi che in tutti i corpi sociali si manifestano.
L'Organizzazione Mondiale delle Democrazie (Varsavia 2000) e il Movimento Federalista Mondiale (Montreux 1947) sono esempi di movimenti politici trasversali a tutti gli Stati che si sono posti questo obbiettivo politico della loro azione: gli obbiettivi progressivi - come la difesa e il mantenimento della indipendenza dei singoli membri - in essa presenti, potrebbero facilitare l'affermarsi di un processo di progressiva federazione fra gli Stati, che conduca alla formazione di uno Stato federale mondiale.